# FC Fleury

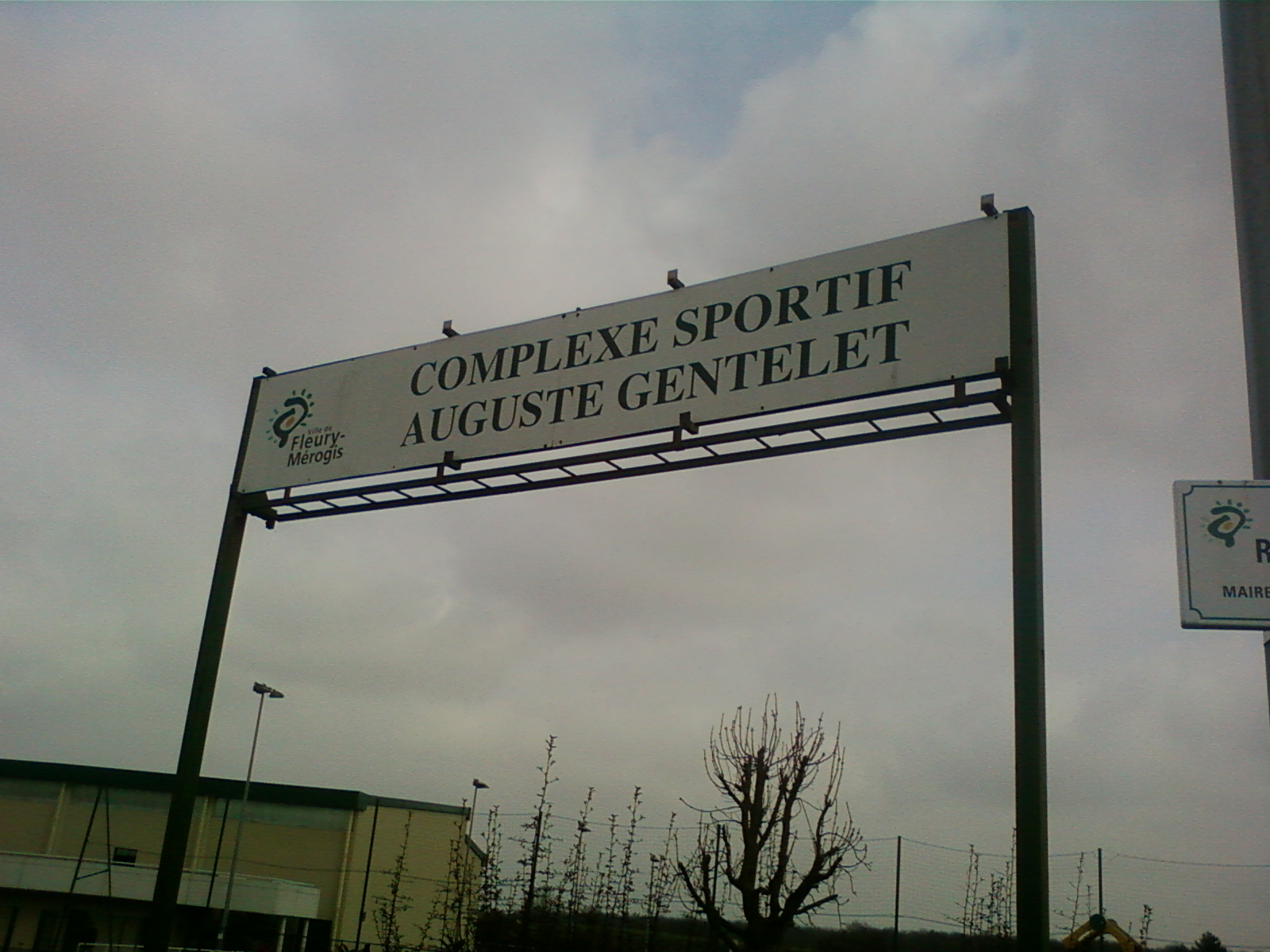
Begrüßungstafel im Stadion Auguste-Gentelet in Fleury-Mérogis

Der Football Club Fleury 91 Cœur d’Essonne oder kurz FC Fleury ist ein Fußballverein aus Fleury-Mérogis, unmittelbar südlich der französischen Hauptstadt Paris im Département Essonne gelegen.
Seine erste Männermannschaft hatte 2017/18 zum ersten Mal die Landespokal-Hauptrunde erreicht und ist zur Saison 2025/26 zum ersten Mal in die dritte Liga (National 1) aufgestiegen. Die erst im Sommer 2017 durch den Übertritt des Football Club Féminin Val d’Orge entstandene erste Frauenelf des Klubs hingegen gehört seit der Saison 2017/18 der höchsten Spielklasse des Landes an. Von daher befasst sich dieser Artikel ganz überwiegend mit Letzterer.
Die Vereinsfarben des FC Fleury sind Schwarz und Rot.

## Geschichte und Ligazugehörigkeit
Der FC Fleury wurde 1970 unter dem Namen US Fleury-Mérogis gegründet; 2015 benannte er sich in FC Fleury 91 um, wobei die 91 die Ordnungszahl des Départements ist. Nach der in der Sommerpause 2017 erfolgten Fusion mit dem FCF Val d’Orge war im Vereinsnamen eine Zeit lang „Cœur d’Essonne“ („Herz der Essonne“) hinzugekommen. Die Männer des Klubs sind bisher nie über die dritthöchste Spielklasse hinausgekommen.
Die Ligaelf des reinen Frauenfußballvereins FCF Val d’Orge hingegen ist 2017 in die Division 1 Féminine aufgestiegen. Dieser Verein wurde 2003 gegründet; seine Vereinsfarben waren Himmelblau und Weiß, sein offizieller Sitz lag in Sainte-Geneviève-des-Bois. Er verstand sich aber als Klub mehrerer Gemeinden aus dem Tal der Orge, rund 25 km südlich von Paris; deshalb trug die Ligafrauschaft ihre Heimspiele im Stade René-Fayel in Saint-Michel-sur-Orge, im Stade Léo-Lagrange in Morsang-sur-Orge oder im Stade Auguste-Gentelet in Fleury-Mérogis aus. Sie wurde in der Aufstiegssaison 2016/17 von Nicolas Carric und Lionel Cure trainiert, die diese Funktion zunächst auch beim Erstdivisionär FC Fleury beibehalten hatten.
Anfangs bestand der Verein nur aus zwei Mädchenteams (U-13 und U-16). Mit Sarah Palacin gehörte damals eine junge Stürmerin zur U-16 des FCF Val d’Orge, die ein gutes Jahrzehnt später für Paris Saint-Germain sogar im Europapokal spielte. Ein Jahr darauf schloss sich die Frauschaft der US Fleury-Mérogis dem neuen Verein an; insofern bedeutet die 2017er Fusion für Val d’Orge auch eine „organisatorische Rückkehr“ nach Fleury. Dieses Team stieg zweimal in Folge auf und erreichte 2006 die Division d’Honneur. 2012 schließlich folgte der Aufstieg in die seinerzeit noch in drei regionalen Gruppen ausgetragene zweite Liga (D2F), in der die Frauen 2016 als Gruppendritte ihre bis dahin beste Platzierung erreichten. In der Spielzeit 2016/17, in der die D2F auf zwei Zwölferstaffeln verkleinert worden war, führte die Ligaelf fünf Runden vor Schluss die Tabelle bereits mit acht Punkten Vorsprung an; dann folgten drei Niederlagen in Serie, ehe das Team sich wieder fing und am Ende um Haaresbreite den zum Erstligaaufstieg berechtigenden Rang eins verteidigte. Gleich anschließend kam es zur Fusion mit dem FC Fleury, um in der D1F auf einem breiteren Fundament bestehen zu können.
Im Landespokalwettbewerb hatten die „Blauen“ bereits zweimal das Achtelfinale erreicht (2013 und 2016). Parallel mit den wachsenden sportlichen Erfolgen wuchs die Mitgliederzahl auf über 200 fußballinteressierte Frauen aller Altersgruppen an (2016); dabei gibt es in unmittelbarer Nachbarschaft mit dem Juvisy FCF einen besonders namhaften Konkurrenten. Von dieser Nähe profitierte Val d’Orge allerdings auch: so gehörten beispielsweise 2016/17 mit Gwenaëlle Butel, Lilas Traïkia, Julie Machart und Corinne Lebailly vier Spielerinnen dem Kader an, die zuvor auch schon den Dress von Juvisy in der ersten Liga getragen haben.
Für seine Nachwuchsarbeit war der FCF Val d’Orge seit 2011 jährlich vom Landesverband FFF ausgezeichnet worden, 2016 sogar mit dem goldenen Label.
Seit 2017 haben sich die Frauen des FC Fleury, die ihre Heimspiele im Stade Robert-Bobin von Bondoufle austragen, fest in der ersten Liga etabliert, belegten ab der Saison 2021/22 stets den vierten oder fünften Rang der Abschlusstabelle und erreichten 2024 zum ersten Mal das Endspiel im Vereinspokal.

## Bekannte Spielerinnen
- Maéva Clemaron
- Daphné Corboz
- Kelly Gadéa
- Marie-Charlotte Léger
- Teninsoun Sissoko